# ベニート・デ・ミゲル

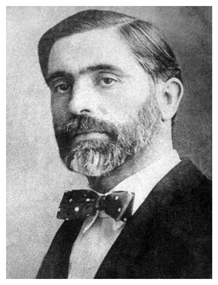
ベニート・デ・ミゲル

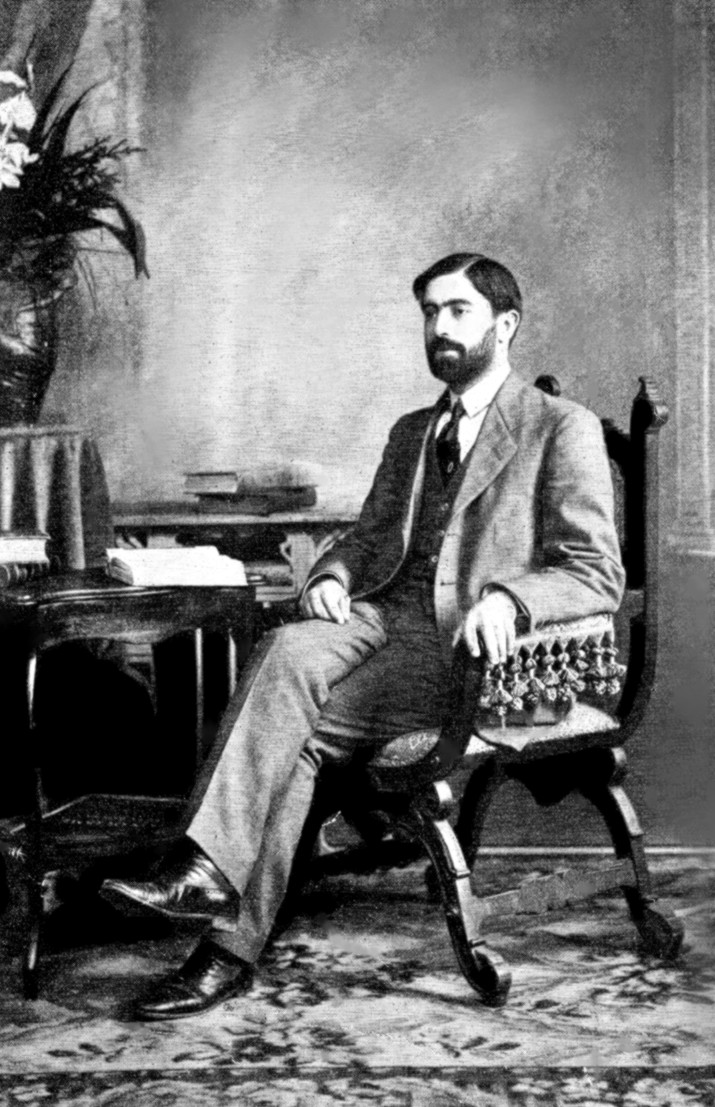
1914年撮影

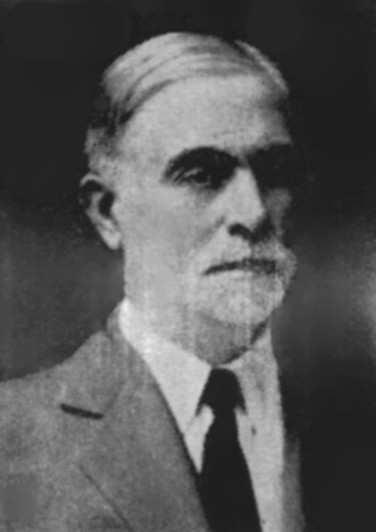
撮影時期不詳

ベニート・フェリシアーノ・デ・ミゲル（スペイン語: Benito Feliciano De Miguel、1882年10月20日 - 1966年5月11日）は、アルゼンチンの医師、政治家。第22・23代、第33・34代フニン市市長。

## 経歴
1882年10月20日、アルゼンチンでブエノスアイレスのルハンに生まれた。ブエノスアイレス大学を卒業後、1905年にフニンに移住した。
1914年に第22代フニン市市長となり、1915年の第23代までその役職を務めた。その後、1930年に再び第33・34代フニン市市長となった。また、州議会議員や国家副議長、1954年には副大統領選の候補者となった。
1966年5月11日、83歳で死去した。フニンには名を冠したベニート・デ・ミゲル通りがあり、国道や軍事基地との通行に利用されている。

## 参考
- フニン市
- 歴代フニン市長